# Pusha T
Pusha T, właściwie Terrence Thornton (ur. 13 maja 1977 na Bronksie) – amerykański raper mający podpisany kontrakt płytowy w wytwórni Kanye Westa – GOOD Music. Wspólnie ze swoim bratem No Malicem, także raperem, od 1992 do 2014 r. współtworzył duet hip-hopowy Clipse.
W marcu 2011 roku pod szyldem GOOD Music ukazał się debiutancki mixtape rapera – Fear of God.

## Dyskografia
- My Name Is My Name (2013)
- King Push – Darkest Before Dawn: The Prelude (2015)
- Daytona (2018)
- It's Almost Dry (2022)[3]